# Pancho y La Sonora Colorada
Pancho y La Sonora Colorada fue una banda de cumbia santafesina creada en 1991 popular en la década de 1990. Popularizaron temas como  como Cachete, pechito y ombligo, La colita y Santander de Batunga.

## Carrera
La banda surgió ante la necesidad económica que estaban atravesando sus integrantes, que venían tocando otros géneros ajenos a la música tropical (folclore y rock). Francisco "Pancho" Serra era el vocalista de la agrupación. Él adaptó su apodo de la infancia (Panchi), agregó lo de "Sonora" que aparentemente estaba muy de moda en México. Y así Pancho en voz, Jupy Serra en percusión, Carlos Serruya en teclado, Caito Cabrera en bajo, Walter Chávez en guitarra y sus cuatro bailarinas (entre ellas la brasilera Perla Teixeira) fundaron Pancho y La Sonora Colorada.
Entonces comenzaron a hacer giras en su provincia y en el interior, hasta que un día vino un productor de la Sony Music y les ofreció firmar contrato y volver a Buenos Aires. 
Con Sony grabó un par de discos que pegaron en todo el país menos en Buenos Aires como El caballito o La Gallinita. Un día un ejecutivo de la compañía le acercó un tema del mexicano Carlos Muñiz Barradas al que le veía pasta de éxito y se dio, palabras más o menos, este diálogo. Ese tema se llamaba Cachete, pechito y ombligo. Pancho propuso cambiar el verso original que decía "y qué tal si juntamos todo lo demás" por el más ATP "y qué tal si salimos todos a bailar". Ese tema se convirtió en un éxito comercial rotundo llegando a convertirse en disco de oro en Chile, en Perú y en Colombia, y vendió más de 300 mil copias solo en Argentina.
Entre los temas que los hicieron conocidos además del clásico éxito Cachete, pechito y ombligo, se encuentran La colita, Santander de Batunga, La Gallinita, El Venao, El Chicle, Si me pones la mano' y Agarra la onda Lupe, muchas de ellas con menor éxito que la primera. Entre 1991 y 2021 lanzaron más de nueve discos, entre ellos, Pancho Y La Sonora Colorada: La Gallinita, Pancho Y La Sonora Colorada: El Matador, Todos a bailar con Pancho y la Sonora Colorada, Pancho Y La Sonora Colorada – La Colita, Aguante La Sonora y Pancho y La Sonora Colorada - Un Clásico con los Clásicos.
También se dieron el lujo de hacer varias presentaciones en televisión en ciclos conducidos por primeras figuras como Mirtha Legrand, Susana Giménez, Marcelo Tinelli, Carmen Barbieri, Adriana Salgueiro, Lucho Avilés, Juan Alberto Mateyko, Hernán Caire, Lorena Paola, Tormenta, entre otros.
En el 2021 fueron nominados a los Premios Gardel en la categoría Canción del año/Grabación del año por el tema Vení con Pancho.
El 4 de enero de 2022 fallece el vocalista de la banda Francisco "Pancho" Serra tras luchas varios meses contra la esclerosis lateral amiotrófica, lo que marcó el final de la agrupación.

## Primera formación
- Pancho Serra en voz
- Jupy Serra en percusión
- Carlos Serruya en teclado
- Caito Cabrera en bajo
- Walter Chávez en guitarra
- Perla Teixeira -bailarina

## En otras formaciones
Daniel Renk en bajo
Omar Gómez en güiro
Julio "Pichy" Acosta en congas
Claudio "El Turco" Kadur en teclados
Fabio Gallardo en congas

## Discografía
- 1991: Pancho y La Sonora Colorada. Temas: Tirado en la arena, Este loco corazón, Mujer traicionera, El funcionario, Lluvia, A sol caliente, Salome, Aguita de coco, Tengo una novia y Ya viene el lunes.
- 1992: Pancho Y La Sonora Colorada: La Gallinita. Incluyó temas si te vas...dejame algo, Nota de sociedad, Al ritmo de la lluvia, Una noche bonita, Abusadora, Flor de un día, La gallinita, Pegaito, Nada de ti, Barbarita, Con la puntita y Que será.
- 1993: Pancho Y La Sonora Colorada: El Matador. Temas: El caballito,  Negrita, Las olas y el mar, Yo no bailo con Juana,  Ay mama, Morenita, Mil horas, Carita pintada, Matador y Suavecito.
- 1995: Todos a bailar con Pancho y la Sonora Colorada. Temas: Cachete, pechito y ombligo, Bailando, Manuel Santillán, El León, Morir De Amor, El Manisero, El Chicle, Cumbia Caliente, Dime, Cumbia Gaucha, Juana La Cubana y Salomé.
- 1996: Pancho Y La Sonora Colorada – La Colita. Temas: La Colita (Versión Remix), Agarra La Onda Lupe (Versión Remix),  La Gallinita (Versión Remix) y La Colita (Versión Tropical).
- 1997: La Fiesta De Pancho Y La Sonora Colorada. Temas: Saca La Remera, Si Me Pones La Mano, La Colegiala y Tirado En La Arena.
- 1998: Aguante La Sonora
- 2009: Pancho y La Sonora Colorada - Un Clásico con los Clásicos. Temas: El Baile Del Revés, La Novia Biónica, Santander de Batunga, Cachete, Pechito y Ombligo, Todos los Domingos, Cumbia Sobre El Mar, He Nacido Para Amarte, Tú Que Te Creías, El Bombón, Cuando Me Vaya De Aquí, Gallinita-Caballito, Bailando, Sábado, Nena Por Favor, La Colita (Remis Reggaetón), Los Mosquitos, El Baile Del Revés (Remix) y El Bombón (Remix).

## Presentaciones televisivas
- 2018: Pasión de sábado
- 1996: Almorzando con Mirtha Legrand.
- 1996: Susana Giménez
- 1996: Sorpresa y media
- 1996: Videomatch
- 1996: Movete
- 1996: La movida del verano
- 1996: A pleno sábado
- 1995: Indiscreciones de verano